# Reality show
Reality show ili zbiljokaz označava posebnu vrstu televizijske emisije u kojima se prati život »običnih ljudi«. 

## Format

### Natjecateljski formati
Reality show je najčešće, ali ne nužno, natjecateljskog karaktera. Ovisno o emisiji, reality može prikazivati sudionike u različitim situacijama, pa tako primjerice postoje kulinarske emisije, pjevačke ili talent show emisije i emisije u kojima se natjecatelji moraju snaći u neobičnim situacijama ili „preživjeti” na neobičnim lokacijama. Kandidati u takvim emisijama najčešće su osobe koje nisu prethodno poznate javnosti, a za sudjelovanje u emisiji prijavljuju se samoinicijativno jer smatraju da posjeduju određeni talente, vještine ili osobine koje format emisije iziskuje. Jedno od obilježja emisija s natjecateljskim formatom su eliminacije, odnosno ispadanja kandidata iz epizode u epizodu, sve dok u finalnoj emisiji ne bude proglašen pobjednik. Pobjednici natjecateljskih emisija najčešće osvajaju određenu titulu ili novčane i druge vrijedne nagrade koje ih motiviraju za prijavu u emisiju. 
Reality show emisije u Hrvatskoj započele su pod produkcijom RTL produkcije kuće, a prva sezona Big Brother show-a koji je napravljen unutar RTL produkcije emitirao se 2004. godine.  

### Ostali formati
U novije su vrijeme popularne i dating emisije u kojima kandidati kroz razne formate nastoje pronaći ljubavne partnere. Postoje i emisije koje jednostavno prate svakodnevni život običnih ljudi i prikazuju njihove priče koje bi mogle biti od značaja javnosti ili privući pažnju ciljane publike. 

## U Hrvatskoj
Neke od hrvatskih inačica međunarodnih showova jesu:
- Big Brother
- Brak na prvu
- Dvornikovi
- Gotovčevi
- Farma
- Gospodin Savršeni
- Hrvatski Top Model
- Jezikova juha[3]
- Leteći start
- Ljepotice i genijalci
- Ljubav je na selu
- Sve u šest — Makeover[4]
- IN magazin — Ekstremni makeover[5]
- MasterChef
- MFC - Fight House, koji je producirala promotorska kuća Milenium Fighting Challenge iz Splita, je prvi borilački reality show u Hrvatskoj.[6]
- Mijenjam ženu
- Punom parom[7]
- Radna akcija
- Shopping kraljica
- Survivor Hrvatska
  - Survivor: Kostarika
- Trenutak istine
- Večera za 5
- Život na vagi